# Montseron

Montseron este o comună în departamentul Ariège din sudul Franței. În 1 ianuarie 2022 avea o populație de 103 de locuitori.